# Räddningsstation Hammarö
Räddningsstation Hammarö är en av Sjöräddningssällskapets räddningsstationer.
Räddningsstation Hammarö ligger i fritidsbåtshamnen i Skoghall. Den inrättades 1997 och har 31 frivilliga.

## Räddningsfarkoster
- Rescue Sune, en 11,9 meter lång tidigare Stridsbåt 90 E, byggt 1993
- 8-33 Rescue Cacci, en 8,4 meter lång öppen räddningsbåt av Gunnel Larssonklass, byggd 2013
- Rescue Filou, en 5,25 meter lång täckt svävare, byggd av Ivanoff Hovercraft 2018
- Miljöräddningssläp Hammarö, byggt av Marine Alutech

## Tidigare räddningsfarkoster
- S-2 Rescue Isbjörn, en 5,25 meter lång täckt svävare, byggd 1996